# Беллон, Янник
Мари́-Анни́к Белло́н (фр. Marie-Annick Bellon, иначе Янни́к Белло́н (фр. Yannick Bellon; 6 апреля 1924, Биарриц, Франция — 2 июня 2019) — французский режиссёр, сценарист, продюсер и монтажёр. Сестра актрисы Лоле Беллон.

## Биография
Окончив ИДЕК, стала работать монтажёром у Мириам Борсуцкой. Как режиссёр-документалист дебютировала в 1947 году («Морские водоросли»). Следовала традиции социальной документалистики, став в один ряд с Андре Антуаном, Жаном Гремийоном, Жаном Эпштейном. С 1964 года работала на телевидении. В 1972 году дебютировала в игровом кино («Где-то кто-то»).

## Избранная фильмография

### Режиссёр
- 1947 — Морские водоросли / Goémons (д/ф)
- 1951 — Колетт[6] / Colette (д/ф)
- 1954 — Варшава несмотря ни на что / Varsovie, quand même… (д/ф)
- 1956 — Однажды утром / Un matin comme les autres (д/ф)
- 1957 — Роза ветров / Die Windrose
- 1957 — Забытые люди / Les Hommes oubliés
- 1959 — / Le second souffle (д/ф)
- 1962 — Свадебное бюро / Le bureau des mariages (д/ф)
- 1972 — Где-то кто-то / Quelque part quelqu’un
- 1973 — Жена Жана / La femme de Jean
- 1975 — Никогда больше всегда / Jamais plus toujours
- 1977 — Поруганная любовь / L’amour violé
- 1981 — Обнаженная любовь / L’amour nu
- 1984 — Обман / La triche
- 1989 — Дети беспорядка / Les enfants du désordre
- 1992 — Лафет / L’affût
- 2003 — Память о будущем / Le souvenir d’un avenir (д/ф)

### Сценарист
- 1951 — Колетта / Colette
- 1954 — Варшава несмотря ни на что / Varsovie, quand même…
- 1960 — Заа, маленький белый верблюжонок / Zaa, petit chameau blanc
- 1972 — Где-то кто-то / Quelque part quelqu’un
- 1973 — Жена Жана / La femme de Jean
- 1975 — Никогда больше всегда / Jamais plus toujours
- 1977 — Поруганная любовь / L’amour violé
- 1981 — Обнаженная любовь / L’amour nu
- 1984 — Обман / La triche
- 1989 — Дети беспорядка / Les enfants du désordre
- 1992 — Лафет / L’affût
- 2003 — Память о будущем / Le souvenir d’un avenir

### Продюсер
- 1972 — Где-то кто-то / Quelque part quelqu’un
- 1977 — Поруганная любовь / L’amour violé
- 1989 — Дети беспорядка / Les enfants du désordre

### Монтажёр
- 1947 — Париж: год 1900. Хроника с 1900 по 1914 / Paris 1900
- 1953 — / Mina de Vanghel
- 1959 — / Images pour Baudelaire
- 1960 — Прекрасный возраст / Le bel âge
- 1960 — / Une question d’assurance
- 1961 — Мёртвый сезон любви / La morte-saison des amours
- 1963 — Португальские каникулы / Vacances portugaises
- 1963 — Спасибо, Натерсия! / Merci Natercia!

## Награды
- 1949 — Главная премия 10-го Венецианского кинофестиваля за лучший документальный фильм («Морские водоросли»)
- 1974 — Премия Кинофестиваля в Сан-Себастьяне («Жена Жана»)